# Syrphus villosulus
Syrphus villosulus är en tvåvingeart som beskrevs av Carl Ludwig Doleschall 1858. Syrphus villosulus ingår i släktet solblomflugor, och familjen blomflugor. Inga underarter finns listade i Catalogue of Life.